# Пре Руп
13°26′08″ пн. ш. 103°55′14″ сх. д. / 13.435473° пн. ш. 103.920452° сх. д.
Пре Руп (кхмер. ប្រែរូប) — індуїстський храм в Ангкорі (Камбоджа). Побудований як державний храм кхмерського короля Раджендравармана II у 961 або на початку 962 року. Збудований з цегли, латериту та пісковику.

## Планування
Розташований південніше Східного Бараю, або східного резервуара, Пре Руп лежить по осі північ-південь із храмом Східний Мебон, який також був побудований за правління Раджендравармана. Велика кількість латериту та цегли надає храму приємного червонуватого відтінку, який посилюється сонячним світлом рано вранці та пізно вдень. Храм має квадратне планування з двома периметральними стінами. Зовнішнє огородження є платформою, яка обмежена стіною з латериту, розміром 117 на 127 метрів. Латеритова дамба забезпечує вхід зі сходу. Чотири зовнішні гопури у формі хреста, мають центральну цегляну секцію (що складається з трьох кімнат, фланкованих двома незалежними проходами) та вестибюль з пісковику з обох сторін. По обидві сторони всередині східних воріт знаходиться група з трьох веж, вирівняних з півночі на південь. Одна з веж або ніколи не була побудована, або була розібрана пізніше, однак вежі є пізнішими доповненнями, ймовірно за правління короля Джаявармана V. Безпосередньо перед входом є кам'яна «цистерна», але вчені вважають, що це був підвал для бронзової статуї Нанді, а не використовувалася для церемоній кремації.
Існує також серія довгих окремих галерей, що проходять уздовж кожного боку, що є характерною рисою архітектури 10-го століття, яка буде замінена безперервною галереєю від Та Кео і далі.
Остання квадратна піраміда розміром 50 м біля основи, піднімається трьома крутими ярусами на десяток метрів у висоту з 35 метровим майданчиком на вершині. Найнижчий ярус симетрично оточують 12 маленьких святинь. На вершині п'ять веж розташовані п'ятіркою, по одній у кожному куті квадрата та одній у центрі. Божества, вирізані як барельєфи, стоять на варті по обидві сторони східних дверей центральної вежі; інші його двері — фальшиві двері. Південно-західна вежа колись містила статую Лакшмі, північно-західна вежа — статую Уми, південно-східна вежа — статую Вішну, а північно-східна вежа — статую Шиви. Остання має напис на одвірках, який датується Джаяварманом VI і є єдиним доказом його правління в Ангкорі.

## Історія
Пре Руп був присвячений індуїстському богу Шиві, і, ймовірно, розташований на території колишнього шиваїтського ашраму, побудованого Ясоварманом I. Можливо, він стояв у центрі нової столиці, побудованої Раджендраварманом, з південною дамбою Східного Бараю як північною межею міста, але нічого з житлових будинків не збереглося, і ця «гіпотеза східного міста» Філіпа Стерна ніколи не була підтверджена археологічними відкриттями.

## Галерея

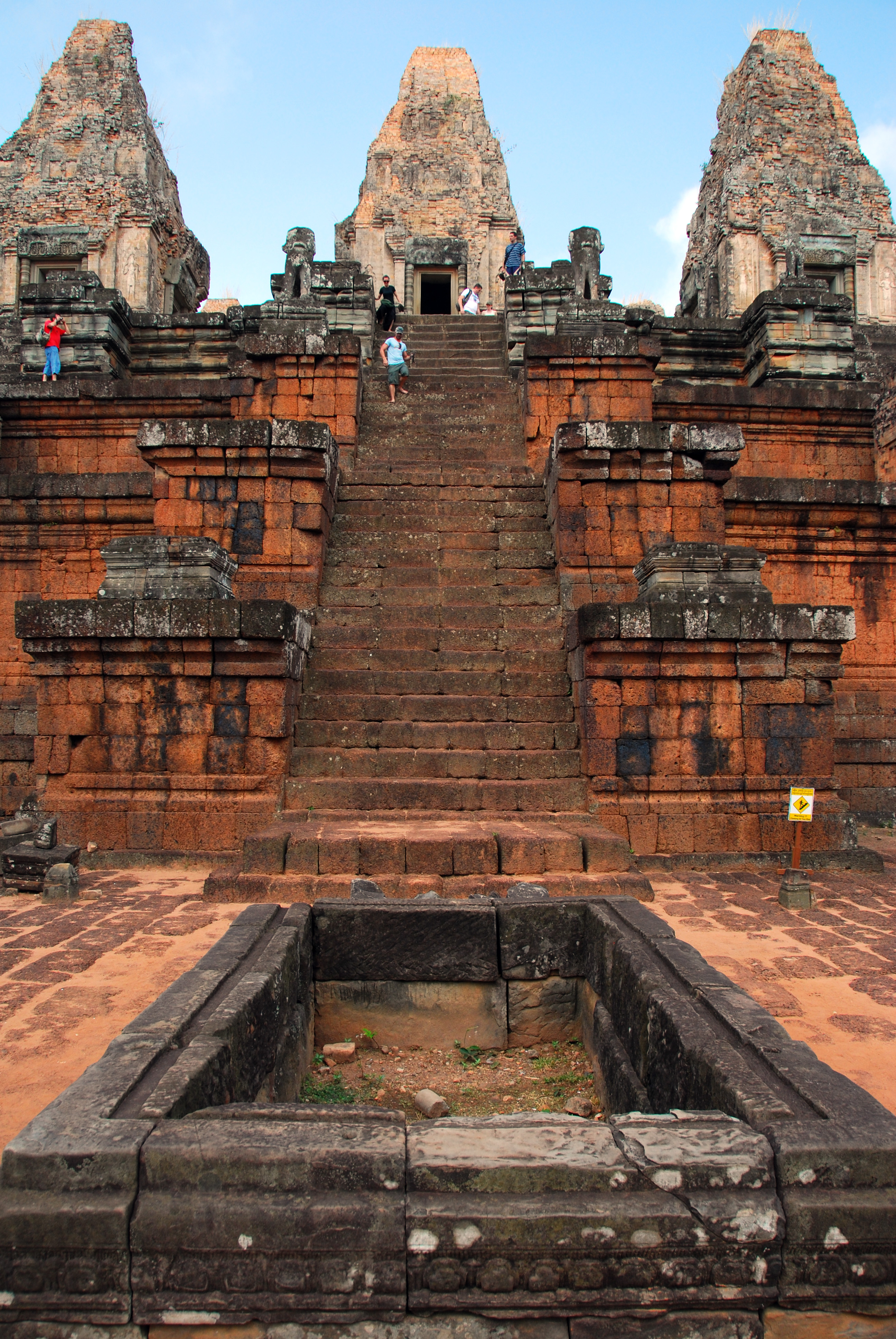
Кінцева піраміда Пре Руп (з «цистерною» на передньому плані)
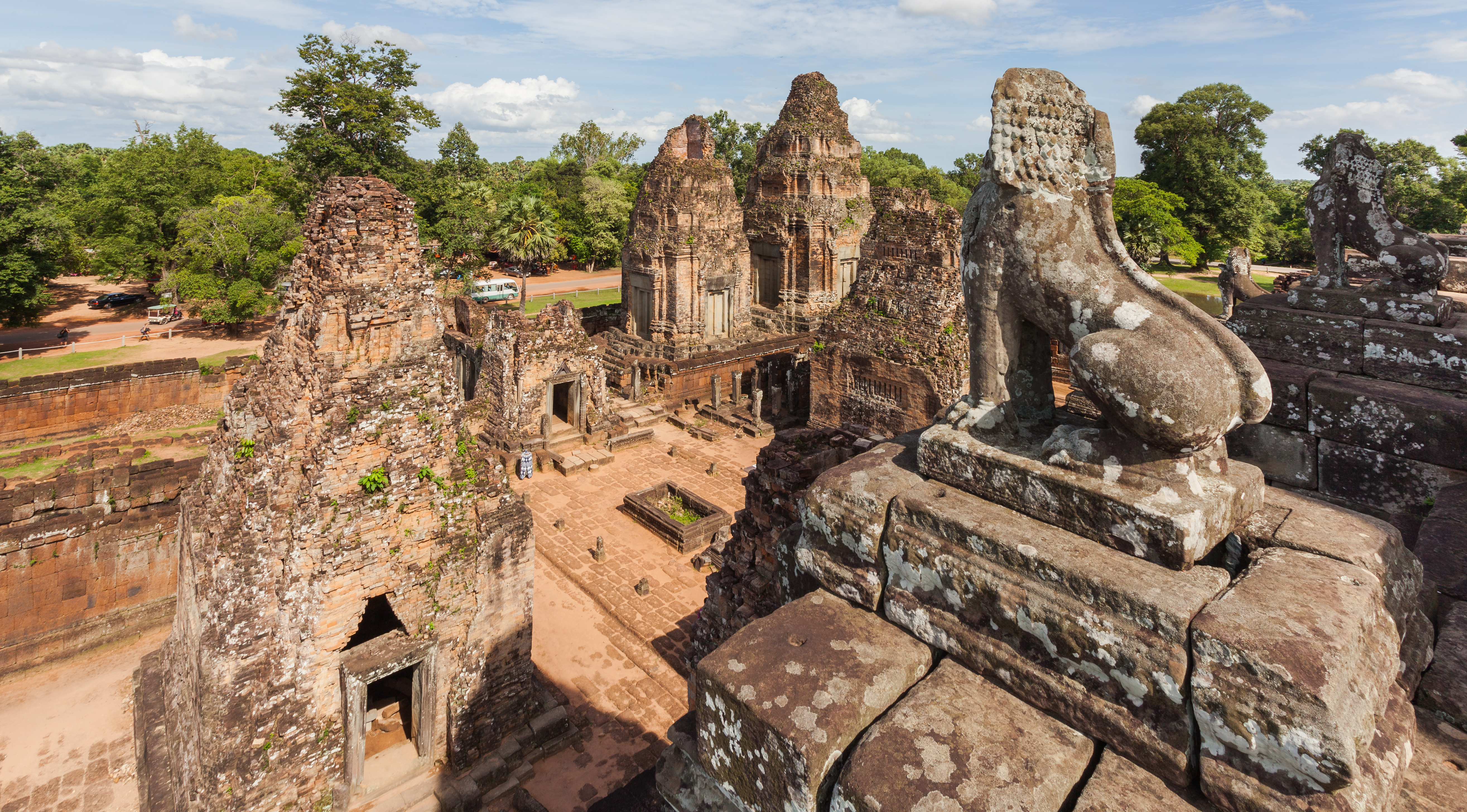
Вид з термінальної піраміди
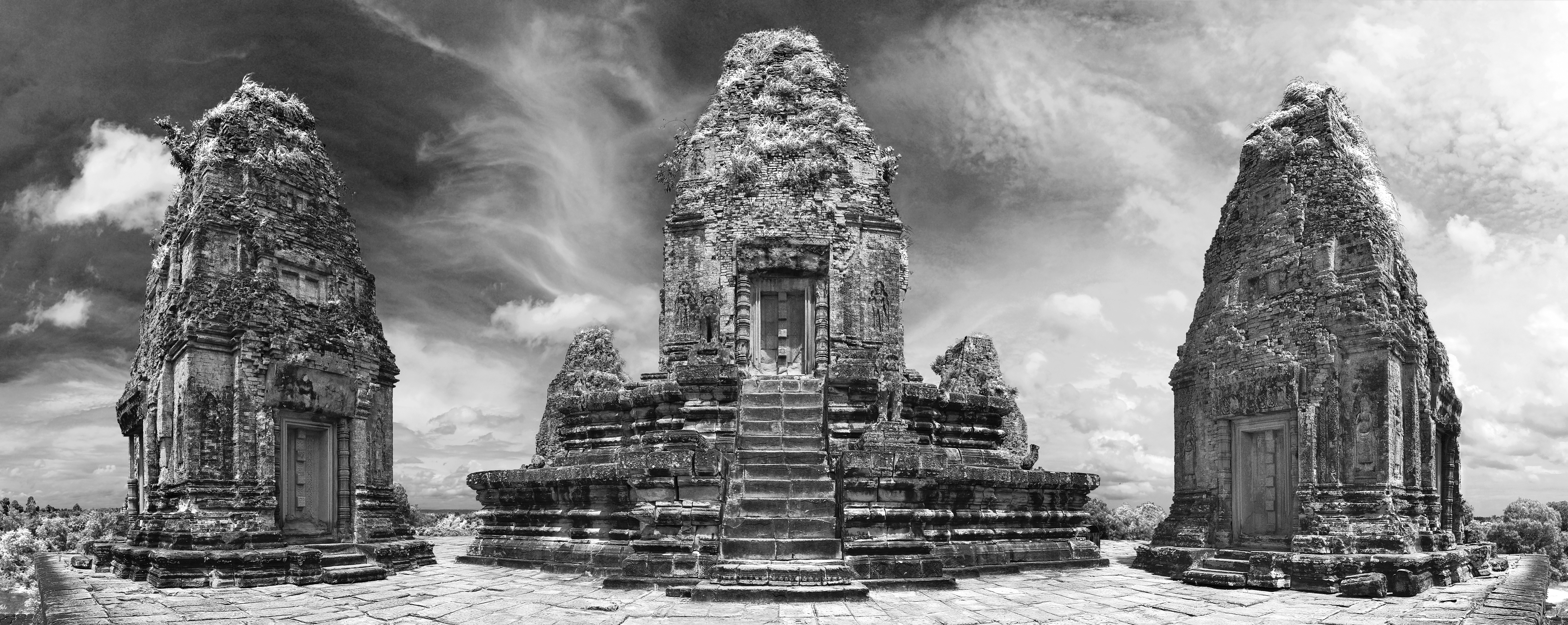
Центральний прасат із двома з чотирьох інших прасатів, які видно попереду
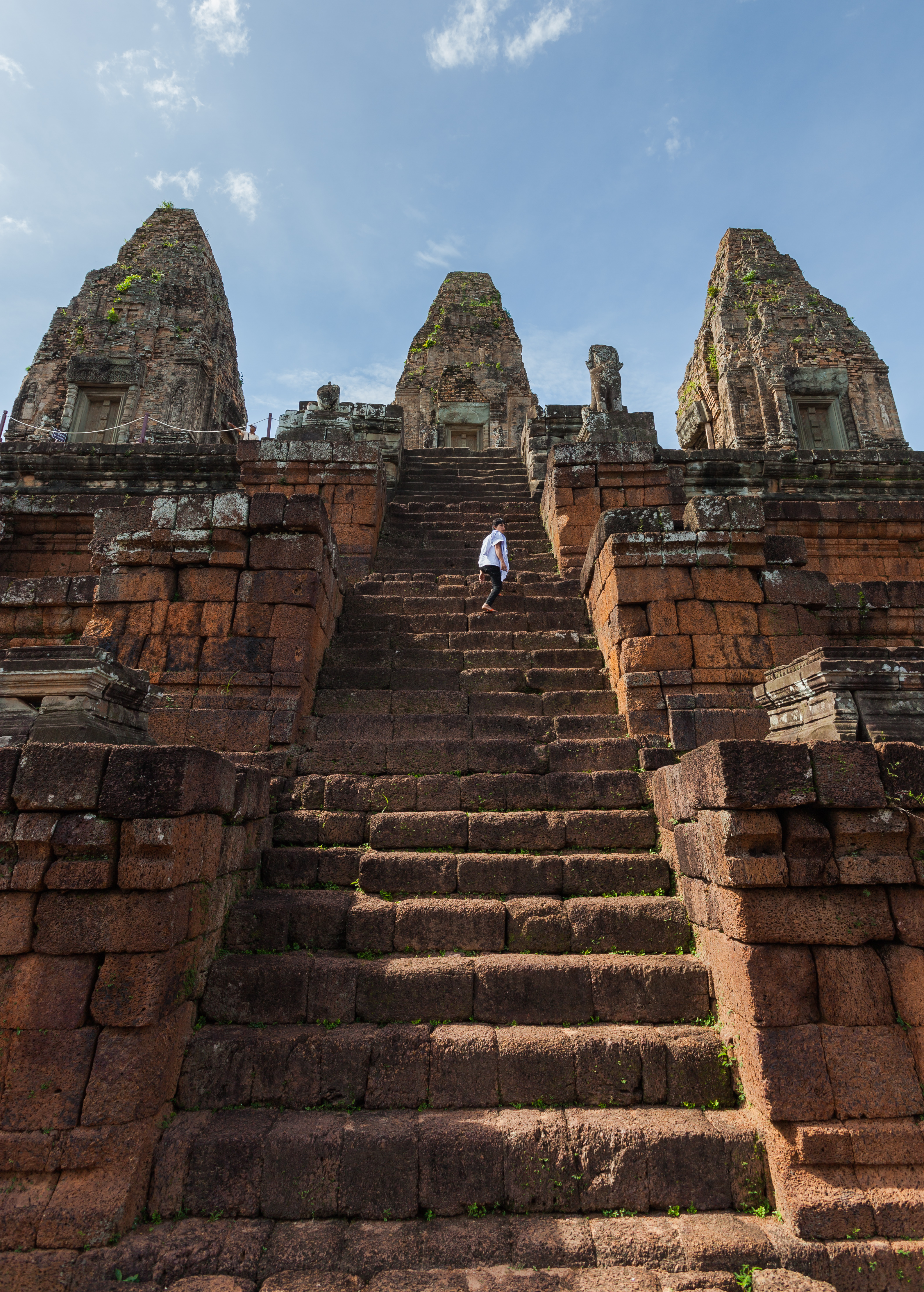
Вид спереду низу
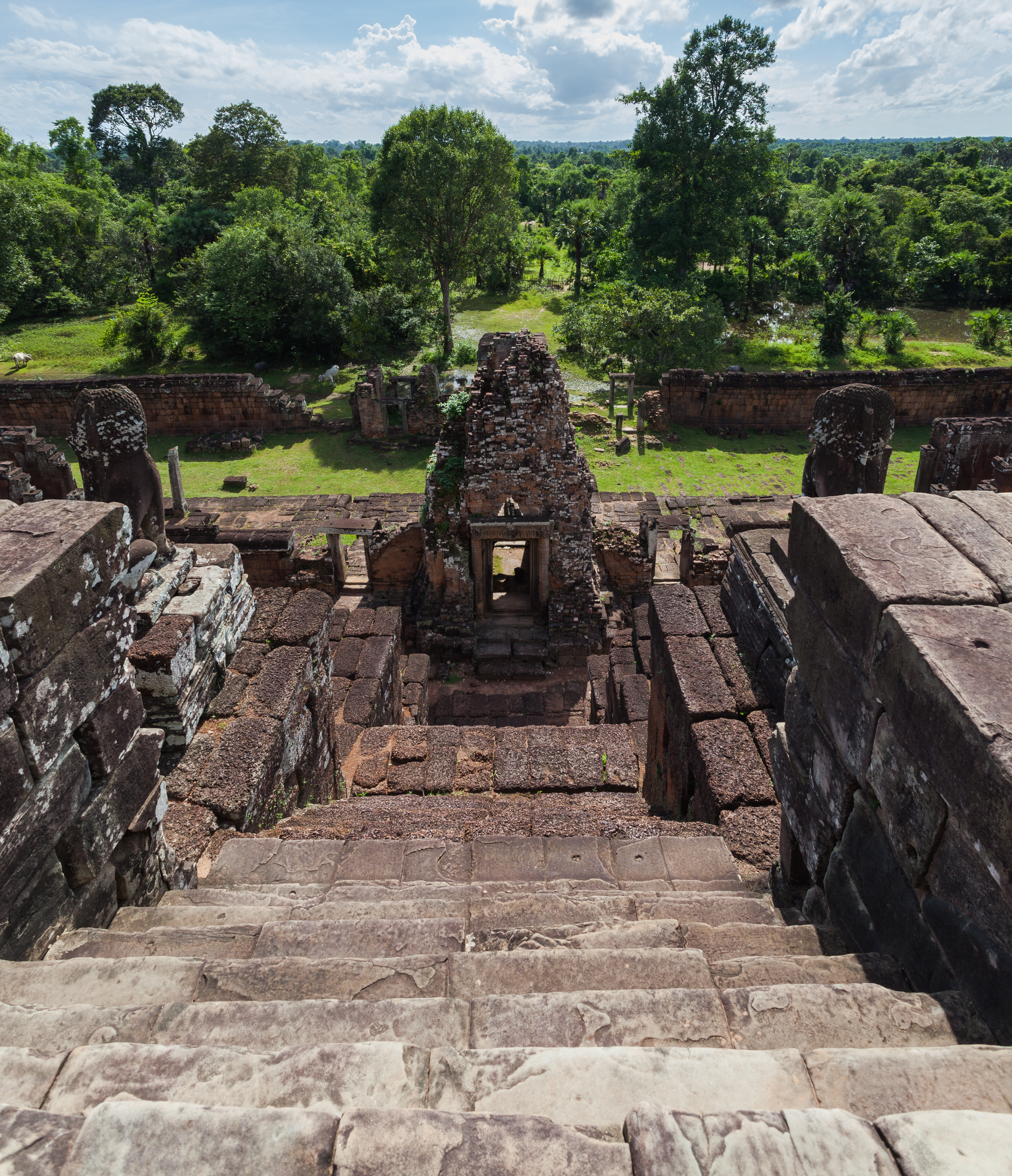
Вид з вершини
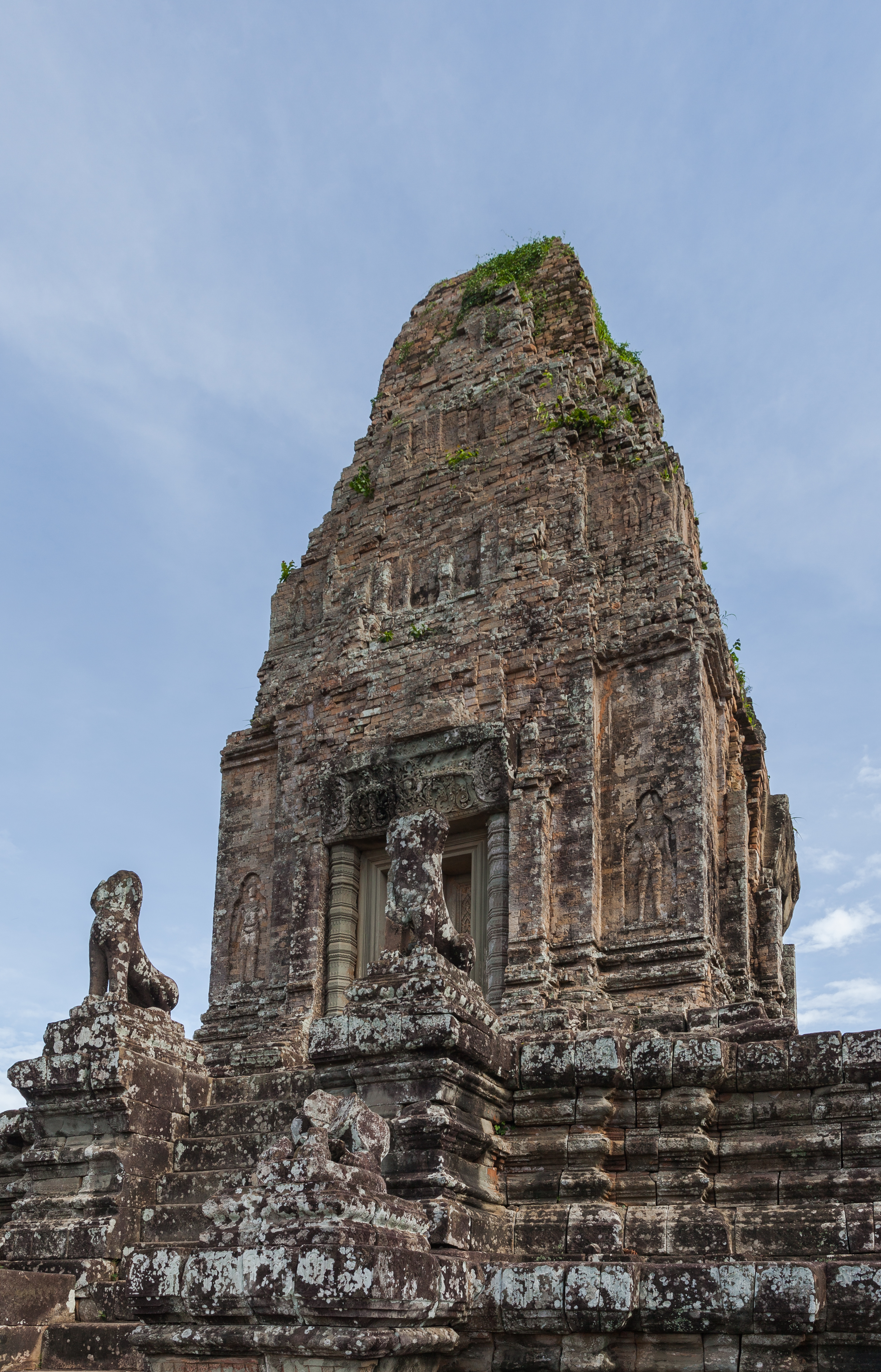
Центральна вежа
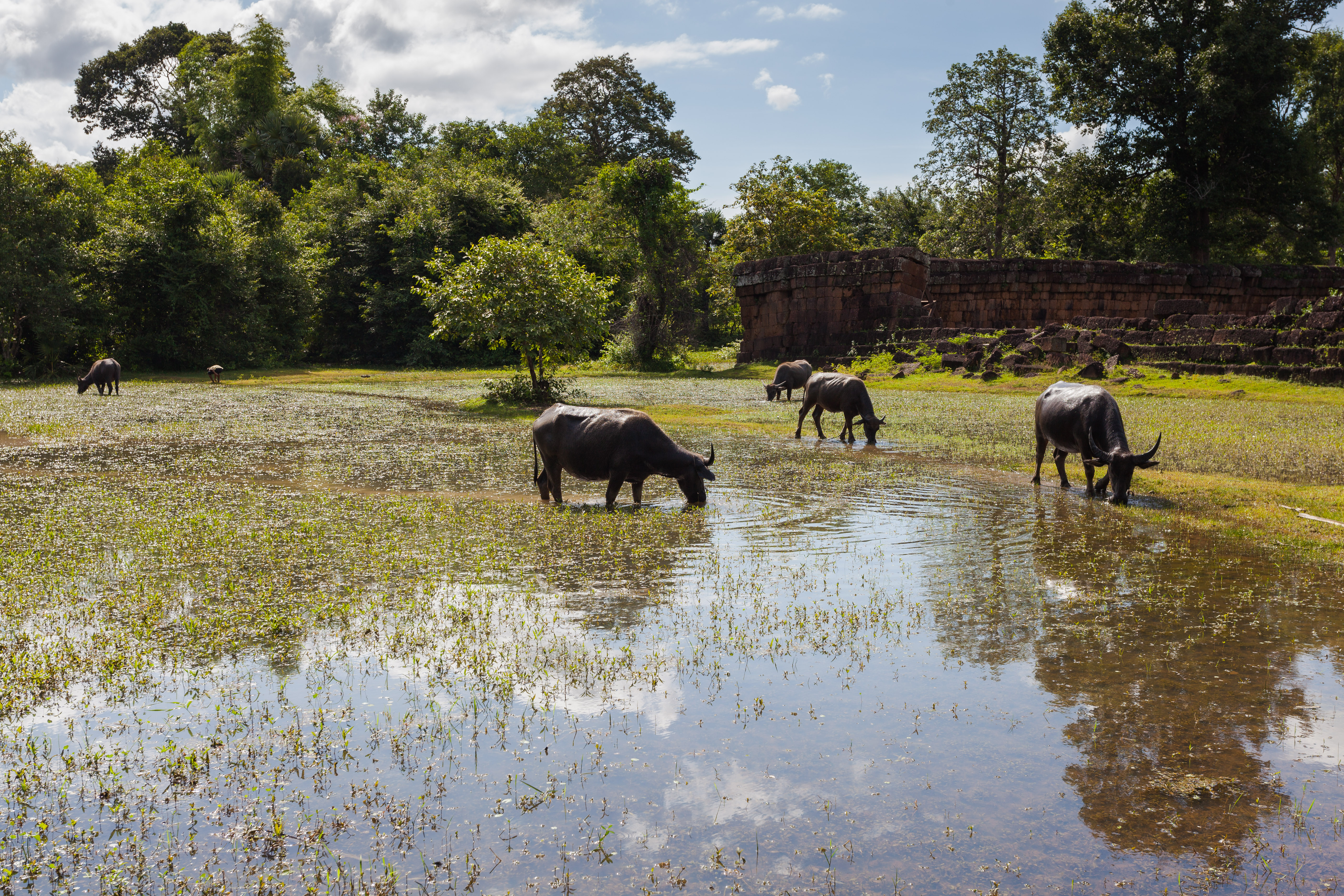
Буйвол у Пре Рупі
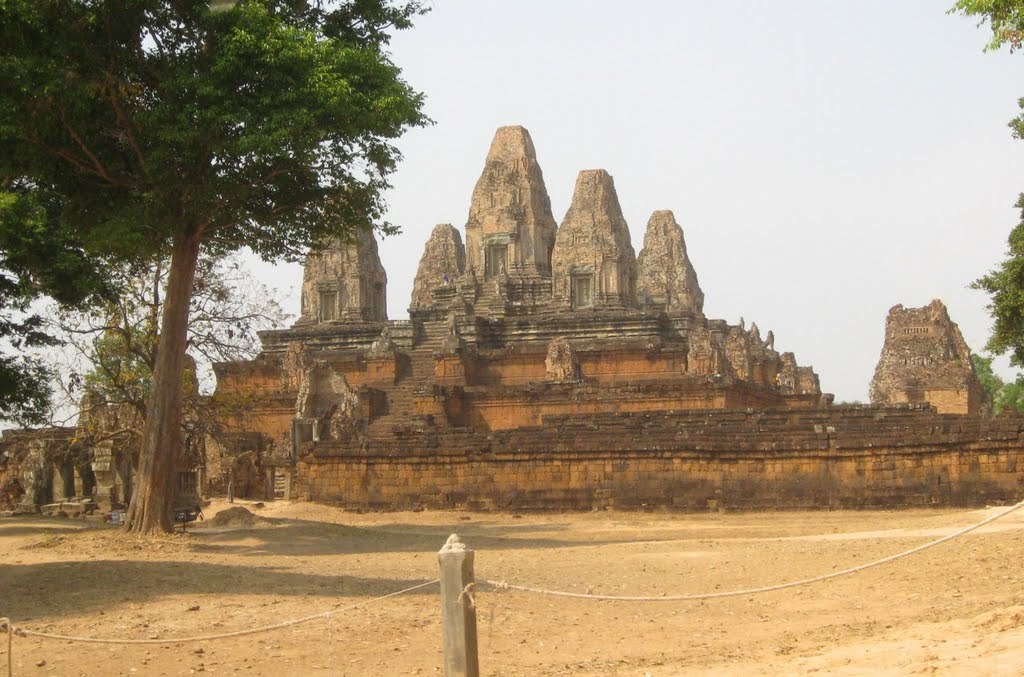
Південна сторона храму Пре Руп